# Akhlut
Akhlut é um ser da mitologia do povo inuíte que vive no Estreito de Bering. É uma orca, capaz de se transformar em lobo. Sob essa forma, ele mata animais e pessoas para comer. Depois de se saciar, ele volta para sua forma original de orca e retorna ao mar. Pegadas de lobo que vão até o mar são tidas como o sinal de que um akhlut andou caçando.